# Kanton Orchies
Kanton Orchies (Nederlands: Oorschie) is een kanton van het Franse Noorderdepartement. Het kanton maakt deel uit van het arrondissement Douai.
Tot in maart 2015 verschillende kantons werden opgeheven omvatte het kanton Orchies 9 gemeenten. Van het kanton Marchiennes werd de gemeente Bouvignies overgeheveld, van het kanton Douai-Nord de gemeenten Anhiers en Flines-lez-Raches en van het kanton Douai-Nord-Est de gemeenten Auby, Râches, Raimbeaucourt en Roost-Warendin. Hierdoor nam het aantal gemeenten in het kanton toe tot 16.

## Gemeenten
Het kanton Orchies omvat de volgende gemeenten:
- Aix-en-Pévèle
- Anhiers
- Auby
- Auchy-lez-Orchies
- Beuvry-la-Forêt
- Bouvignies
- Coutiches
- Faumont
- Flines-lez-Raches
- Landas
- Nomain
- Orchies (hoofdplaats)
- Râches
- Raimbeaucourt
- Roost-Warendin
- Saméon